# Hans Regnér (arkitekt)
Hans Regnér, född 24 januari 1925 i Säby församling, Jönköpings län, död 27 maj 2006, var en svensk arkitekt.
Regnér, som var son till postmästare Axel Regnér och Gerda Lindén, avlade studentexamen i Stockholm 1944 och utexaminerades från Kungliga Tekniska högskolan 1953. Han tjänstgjorde hos arkitekt Olof Thunström på Kooperativa förbundets arkitektkontor 1949, hos Magnus Ahlgren, Torbjörn Olsson och Sven Silow 1950, hos Carl Nyrén 1950 och 1953–1954, Nils Ahrbom och Helge Zimdal 1951–1952 och 1954–1961 samt bedrev egen arkitektverksamhet från 1960. Han blev tillförordnad byrådirektör på Riksantikvarieämbetets kulturhistoriska byrå 1967, tillförordnad avdelningsdirektör där 1969 och avdelningsdirektör på plan- och fornvårdssektionen 1975.
Regnér medverkade i Hänsyn till miljön Bevara, använda, vårda, förnya: innebörden i lagar och bestämmelser om bevarande och upprustning av värdefull bebyggelsemiljö (tillsammans med Malin Holmer och Tom Rosander, 1982) och Hänsyn till miljön Detaljplaner – exempel, tillsammans med Harald Franzon och Malin Holmer, 1983).